# Reteporella smitti
Reteporella smitti är en mossdjursart som beskrevs av Marie Clément Gaston Gautier 1955. Reteporella smitti ingår i släktet Reteporella och familjen Phidoloporidae. Inga underarter finns listade i Catalogue of Life.